# Vlaams Belang
Vlaams Belang (Interestul Flamand în neerlandeză), înainte cunoscut ca Blocul Flamand (het Vlaams Blok) este un partid politic flamand în Belgia, autodeclarat social-popular, catalogat drept extrema-dreaptă de către majoritatea, în același timp partidul flamand cu cele mai multe voturi la ultimele alegeri.

## Istorie
La alegerile din 17 decembrie 1978, Blocul Flamand era un fel de coaliție, ce reunea două partide rupte din Uniunea Populară (de  Volksunie), în urma unui dezacord cu provire la Pactul Egmond. Aceste două partide erau: Partidul Național Flamand (de Vlaams Nationale Partij) a lui Karen Dillen, și Partidul Popular Flamand (de Vlaamse Volkpartij) a lui Lode Claes. Karel Dillen era șeful unic al celor două, de aceea ele au fuzionat, formând Blocul Flamand. 
În 1989, restul partidelor din Belgia formează un « cordon sanitar », adică o înțelegere potrivit căreia nici un partid să nu facă coalițiune cu VB-ul. Din punctul de vedere al celorlalte partide, VB-ul trebuie izolat, din cauza tendințelor nedemocratice (acuzare de xenofobie, rasism...). Din punctul de vedere al VB-ului, VB e singurul partid care respectă viața și familia, iar celelalte partide, îmbuibate de setea de putere, promovează o pseudo-democrație, lucruri care le unesc pe toate, determinându-le a forma acest cordon sanitar.
La 21 aprilie 2004, Curtea de Apel din Gânt condamnă câteva SRL-uri rasiste și xenofobe: Concentrarea Flamandă, Institutul Național de Formare, Radioteleviziunea Naționalistă. Această deciziune va fi confirmată de Curtea de Casațiune din Gânt, pe 9 noiembrie. În urma unei colaborări între Blocul flamand și aceste SRL-uri, Blocul Flamand risca să intre în ilegalitate. De aceea, la 15 noiembrie 2004 se dizolvă, reunindu-se sub numele de Interesul Flamand, renunțând printre altele la cererea de a fi repatriați emigranții neeuropeni. La ultimele alegeri, din 2004, VB a avut cel mai mare număr de voturi, obținând 32 de scaune (24,2%) în Parlamentul Flamand, și 3 scaune (23,2% din totalul de belgieni) în Parlamentul European.

## Personalități
Președintele partidului este Bruno Valkeniers. Alte două figuri importante sunt: Filip Dewinter și Gerolf Annemans. Cu toate că Frank Vanhecke e președintele oficial, 	Bruno Valkeniers e liderul harismatic al partidului.
Trei persoane sunt vrednice de pomenire, întrucât acestea sunt capii a trei tendințe din cadrul VB-ului:
Alexandra Colen - tendința conservatoare de dreapta.
Karel Dillen (fostul președinte) - tendința naționalistă flamandă.
Filip Dewinter (capul harismatic) - problematica străinilor.

## Obiective
Obiectivele VB sunt criticate la nivel înalt. Părerea VB e că uneori unii membri ai partidelor opuse critică VB-ul, fără a ști despre ce e vorba, și concentrându-se îndeosebi asupra obiectivului independentist flamand, fără a ține seama de politica sa socială. Pe de altă parte, criticii VB-ului argumentează punctul lor de vedere, spunând că pretenția independentistă e anticonstituțională, și câtă vreme primul obiectiv al VB-ului e anticonstituțional, celalalte puncte nu merită cercetate, deoarece: fie ele se referă la un “viitor” stat flamand, și în acest caz ele nu servesc la nimic în Belgia unitară, fie ele nu sunt vrednice de a fi luate în seamă, din cauza neconstituționalității primului punct. 
Pe de altă parte, există controverse asupra faptului că VB-ul ar fi rasist sau nu. VB-ul are părerea următoare: « rasismul » se definește drept pretinderea superiorității undei rase față de celelalte; or VB-ul n-a pretins niciodată aceasta; ci doar vrea să reducă imigrarea și să flamandizeze străinii legal stabiliți în Flandra; autohtonul primează în fața heterohtonului. După părerea celor opuși VB-ului, fiecare persoană are dreptul la cultura proprie; toți oamenii sunt egali, iar a prima autohtonul înseamnă a face rasism practic.
Pentru a vedea orientarea Interesului Flamand întocmai, merită trecute în revistă obiectivele partidului.

### 1. Statul Flamand
- Federalismul în stil Belgia e dăunător Flandrei, deoarece:
- Flandra acoperă multe cheltuieli federale și regionale brusselare și vălene.
  - Flandra plătește 75% din amenzile rutiere.
  - Flandra dă gratuit 500 kWh de electricitate Valoniei.
  - Flandra a investit în Societatea Națională de Căi Ferate Belgiene 17,5 miliarde euro mai mult decât celelalte regiuni, pe când ele folosesc trenurile pe banii Flandrei.
  - Compania națională de aviație Sabena a falimentat, deoarece francofonii n-au dorit investiția companiei naționale olandeze. În plus, înainte de faliment, Belgia cheltuia în Sabena 781 milioane de euro pe an. Falimentul Sabenei a dat în șomaj șapte mii de muncitori.
  - Șomajul. Din totalul de șomeri belgieni, “doar” 32% sunt flamanzi, iar din totalul de șomeri flamanzi, 56% caută de lucru. Din contră, din șomerii belgieni 52% sunt văleni, dar doar 9% caută de lucru. Flandra plătește 10% din alocațiile de șomaj vălene.
  - Asigurări și subvenții. Flandra subvenționează alocații și întreprinderi nerentabile din Valonia. Printre altele, două centre de sortare ale Poștei.
  - Transfer de bunuri și diferență culturală. Toate sumele adunate, zilnic fiecare flamand în medie trebuie să dea valonilor și bruxelezilor 5 euro: o solidaritate care pentru VB e exagerată.
  - Bruxelles, oraș flamand. Brussel e, prin tradițiune, un oraș flamand, care a fost francofonizat forțat în secolul al XX-lea; de aceea, în cazul atingerii obiectivului independenței Flandrei, VB-ul dorește includerea regiunii Brussel/Bruxelles în Flandra. În cazul acesta, francofonilor brusselari li s-ar da avantaje lingvistice.
  - Regiune sau stat în Europa. În eventualitatea independenței Flandrei, aceasta ar păstra 15 sau 16 scaune în Parlamentul European, și ar fi un model de stat nou în inima Europei.

### 2. Democrația
VB a fost acuzat de lipsa de democrație. În cazul independenței Flandrei, VB optează pentru:
- Un stat democratic, în care rolul principal să fie atribuit parlamentului.
- O mare libertate de expresie, și suprimarea pedepselor pentru părerile personale.
- În ceea ce privește acuzațiile de discriminare și rasism, VB e de părere că  celelalte formațiuni politice sunt discriminatoare față de VB, vrând să elimine opoziția de dreapta.
- Respectul față de instituțiuni. VB a luptat - în special în cadrul dosarului BHV - și încă luptă, pentru ca Flandra să fie respectată și la nivel lingvistic. În raionul BHV trăiesc mulți francofoni. VB are în optică inculturizarea lor. După părerea VB-ului, francofonii din BHV nu sunt o minoritate propriu-zisă, ci emigranți economici veniți din Valonia sau Brussel. De aceea, și aceștia ar trebui să învețe neerlandeza, și să poată vota doar pentru Flandra.
- Referendum. Ar trebui să se facă un referendum, pentru ca flamanzii să-și poată exprima părerea, în privința independenței/neindependenței Flandrei.
- Reducerea fondurilor pentru numirile politice.
- Media politic-nepărtinitoare.
- Democrația comunală și provincială: comuna și provincia să aibă atribuțiuni mai mari.
- Drepturile următoare:
  - Principii egalitare și nediscriminatoare.
  - Neatingerea trupească și spirituală.
  - Dreptul la libera emancipare a personalității.
  - Dreptul la informație, și interzicerea cenzurii.
  - Dreptul la unitate.
  - Dreptul la cultul divin și la convingeri vitale.
  - Inviolabilitatea domiciliului.
  - Caracterul pudic al trupului.
  - Garantarea libertății individuale.
  - Principiul legal penal al prezumpției de nevinovăție.
  - Dreptul la învățământ.
  - Dreptul la proprietate.
  - Dreptul la viață.
  - Dreptul de a întreprinde.
  - Dreptul la libertatea de exprimare.

### 3. Familia
- Oprirea discriminației fiscale pentru văduvi.
- Alocații pentru fiecare copil născut.
- Salarizarea casnicelor/casnicilor pentru educarea copiilor.
- Creșterea statutului social pentru cuplurile ce adoptează copii.
- Întrajutorarea familiilor primitoare de copii.
- Rapoarte despre familii.
- Creșterea alocațiilor familiale.
- Ajutor bănesc cuplurilor ce se căsătoresc.
- Concediu de maternitate de trei ani; trei ani de asigurări sociale gratuite mamelor, și un an gratuit de îngrijiri paliative.
- măsuri pro-familiste în întreprinderi.

### 4. Respectarea vieții
VB-ul are următoarele convingeri:
- Viața nenăscută din pântecele mamei e viață umană.
- Viața umană nevinovată nu poate fi ucisă.
- Există alte rezolvări problemei.

De aceea obiectivele Interesului Flamand sunt:
- Interzicerea avortului.
- Întrajutorarea femeilor purtătoare de sarcină nedorită.
- Interzicerea eutanasiei.
- Îmbunătățirea îngrijilor paliative.

### 5. Politica în privința străinilor
În ciuda acuzațiilor de rasism și xenofobie, Interesul Flamand are următoarele obiective:
- Oprirea imigrațiunii în masă.
- Flandra trebuie să rămână de identitate și cultură apuseană.
- Măsuri drastice pentru întregirile de familie.
- Măsuri omenești, dar ferme, împotriva vânătorilor de fericire și a ilegalilor.
- Elaborarea unei legi stricte în privința cetățeniei duble.
- Dreptul și obligațiunea străinilor stabiliți în Flandra de a învăța limba neerlandeză și a respecta legile țării.
- Imposibilitatea străinilor de a ajunge în instituțiuni de conducere.
- Obligația străinilor de a-și dovedi integrarea și loialitatea față de țară.

### 6. Securitate și justiție
- Mai multe mijloace și mână de forță pentru poliție și parchet.
- O politică a justiției prin: prevenție și toleranță “zero”, pedepse alternative și efective, și  pedepse prin cumul.
- Mai mulți bani și asistență victimelor.
- Abrogarea « legii Ljeune » (lege care permite o eliberare a recidiviștilor, în baza vîrstei înaintate; VB face remarca următoare: dacă legea Lejeune n-ar fi existat, Marc Dutroux ar fi rămas în închisoare și nu le-ar fi putut ucide pe Julie și Melissa, pe An și Eefje).
- Separarea Justiției pe comunități, și modernizarea ei.
- Autoritățile să poată face percheziții la domiciliul străinilor, în scopul combaterii criminalității.
- Expulsiunea străinilor criminali, retragerea cetățeniei.
- Nici o legalizare a toleranței drogurilor, însă o întrajutorare a celor dependenți de droguri, și tratament sever față de dealerii de droguri.
- Pedepsirea și întemnițarea tinerilor criminali în închisori pentru tineret.
- O rețea rutieră mai sigură, în locul amenzilor rutiere exagerate.

### 7. O Flandră înfloritoare
- Reducerea impozitului global.
- Oprirea fondurilor care se duc spre Valonia, și investirea în siguranța socială.
- Regionalizarea fondurilor pentru autorități.
- Un sistem fiscal bazat pe reducerea impozitului pe venit.
- Regionalizarea fondurilor ce vin din impozite, reducerea contribuției pentru ieșirea din criză.
- Măsuri pentru mărirea mijloacelor de muncă.
- O politică a sindicatelor flamande independente.
- Convenții colective de muncă flamande.
- Ocrotirea meseriilor agricole familiale.
- O politică proprie flamandă.
- Convenții internaționale, în vederea investirii din partea multinaționalelor.
- Premierea patronilor și salariaților fruntași, prin înlesniri fiscale.

### 8. Politica socială
- Regionalizarea siguranței sociale.
- Statut special pentru muncitori și casnici.
- Statut social pentru angajați și independenți.
- Birou social în fiecare cartier din fiecare comună.
- Calificarea și salarizarea bună a sănătății.
- Pensii de cuviință pentru bătrâni.
- Acordarea de locuințe sociale fără părtinire.
- Eliminarea listelor de așteptare.
- Excluderea recidiviștilor de la centrele de sprijin pentru tineri.
- Măsuri de cuviință pentru persoanele cu handicap.

### 9. Cultură, tinerețe și sport
- Protejarea limbii neerlandeze.
- Un minimum de procentaj în plus pentru producțiile radui & tv în neerlandeză.
- Implicarea autoritățilro în afaceri de cultură.
- Creșterea șanselor egalitare.
- Politica de cultură orientată spre calitate, nu spre ofertele gratuite.
- Cultura autohtonă să nu fie atinsă de străini, ci să crească din bază proprie.
- Oprirea publicității deghizate în politică culturală.
- Susținerea sporturilor locale flamande de către autorități.
- Regionalizarea ultimelor ligi sportive belgiene.
- Intrarea în politica regională și comunală a tineretului competent.

### 10. Mediul înconjurător, orânduirea spațiului și mobilitate
- Politică a mediului înconjurător flamand.
- Acțiuni de protecție a mediului, și înlesniri fiscale.
- Reducerea gunoaielor.
- Înfrumusețarea orașelor.
- Grija pentru spațiu.
- Reducerera poluării solurilor arabile.
- Promovarea meseriilor nepoluante.

### 11. Flandra în lume
- Colaborări puternice cu Țările de Jos.
- Un corps diplomatic flamand, care să promoveze limba neerlandeză și interesul țării în lume.
- O Europă europeană, în care popoarele să poată subzista prin ele înseși.
- O Europă democratică, în care orașele și statele membre să aibă mai mult de spus.
- O Europă în care popoarele suverane să fie libere atât a adera, cât și a o respinge.
- O Europă în care forțele de apărare să fie independente și egale cu cele ale SUA.
- Colaborare în vederea dezvoltării inteligente și controlate, colaborare cu țările de origine a străinilor stabiliți în Flandra.

## Popularitate
În ochii unora, Interesul Flamand pare a fi demagogic, în special datorită faptului că nu are un vocabular adecvat, ci simplist, astfel putând convinge oamenii simpli. După părerea vlaams-belangiștilor, VB-ul e un partid social național prin definiție; pe celelalte partide nu le-ar interesa oamenii de rând, și de aceea ele vorbesc într-un limbaj pe care omul simplu nu-l înțelege; or Interesul Flamand se coboară la nivelul omului de rând.